# Miguel Oquelí Bustillo

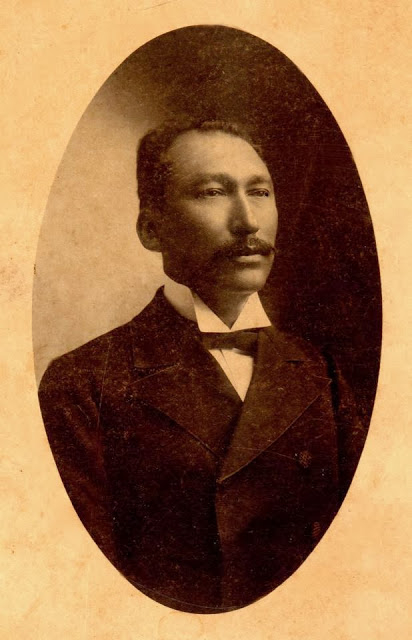
Miguel Ángel Oquelí Bustillo (um 1900)

Miguel Ángel Oquelí Bustillo (* 25. Februar 1856; † 18. April 1938) war ein honduranischer Politiker. Er war vom 23. März 1907 bis 18. April 1907 Vorsitzender der Regierungsjunta des Landes.

## Leben
Oquelí Bustillo gehörte zu den Gründungsmitgliedern der Partido Liberal de Honduras (PLH). Er gehörte zur nach Nicaragua exilierten PLH, gegen welche 1894 Domingo Vásquez in den Krieg ziehen ließ und seine Macht verlor.
Nach der Niederlage von Manuel Bonilla bei der Schlacht bei Nacaome regierte eine Junta aus Máximo B. Rosales und Juan Ignacio Castro, welcher Miguel Oquelí Bustillo vorsaß. Manuel Bonilla hatte sich Terencio Sierra ergeben und ging mit diesem auf den Panzerkreuzer USS Chicago (1885), wo Verhandlungen über die Präsidentschaft in Honduras stattfanden. Ein US-Unterhändler einigte sich mit den Außenministern aus Nicaragua und El Salvador auf Terencio Sierra als Präsident für Honduras. Dávila mobilisierte Truppen unter dem Kommando von Tiburcio Carías Andino und José María Valladares gegen die Truppen von Terencio Sierra, die Truppen von Sierra wurden geschlagen und Davila wurde Präsident.
1908 war Miguel Oquelí Bustillo spezieller Gesandter der Regierung von Honduras in El Salvador und Guatemala und sucht in der Botschaft von Mexiko in Guatemala um politisches Asyl vor den Drohungen von Manuel José Estrada Cabrera.
Oquelí Bustillo war 1923 im Rat des Partido Liberal de Honduras.